# Storhertigdömet Hessen
Storhertigdömet Hessen (tyska: Großherzogtum Hessen) var tidigare en stat som delvis existerade där det tyska förbundslandet Hessen ligger idag. Det tillkom 1806, efter att det Tysk-romerska riket hade upplösts på grund av Napoleons krigföring och politik. Han upphöjde det tidigare lantgrevskapet Hessen-Darmstadt till storhertigdöme. På grund av det här och framför allt för att skilja det från den samtidigt existerande självständiga staten Hessen-Kassel var det emellanåt känt som Hessen-Darmstadt

## Historia
På grund av att Hessen hade stött Napoleon och varit medlem i hans rhenförbund tvingades man avträda en stor del av sitt territorium vid Wienkongressen 1815. Territoriet som hade tillhört hertigdömet Westfalen och som Hessen hade fått vid mediatiseringen 1803 överlämndes till kungariket Preussen. Dock fick man även en del landområden på Rhens västra strand inklusive det viktiga federala befästningen vid Mainz.
Storhertigdömet bytte 1816 sitt namn till Storhertigdömet Hessen och vid Rhen (tyska: Großherzogtum Hessen und bei Rhein).
1820 erhöll Hessen en författning. Under Ludvig II av Hessen-Darmstadt (1830-48) gjorde en liberal opposition sig alltmera gällande i lantdagen. Hans efterträdare Ludvig III av Hessen-Darmstadt blev tvungen att ge efter för de liberala kraven. 1849 anslöt han sig till den preussiska unionspolitiken men slog följande år om och ställde sig jämte regeringen under Reinhard Carl Friedrich von Dalwigk på Österrikes sida, vilket ledde till att Hessen invecklades i Tyska enhetskriget. De darmstadska trupperna besegrades av preussarna i slaget vid Lautach. Hessen fick betala dryga krigsskadestånd, och den halvan av det som låg söder om Main (Starkenburg och Rheinhessen), avräddes till Preussen, som införlivade området i den nyinträttade provinsen Hessen-Nassau.
1867 inträdde Ludvig III i Nordtyska förbundet och upptogs 1871 Tyska riket. Ludvig III efterträddes av brorsonen Ludvig IV (1877-92), denne av sonen Ernst Ludvig (1892-1918). Under del liberala regeringarna Hofmann, von Starck och Finger genomfördes diverse reformer. Preussens inflytande gjorde sig alltmera gällande, bland annat kom de darmstadtska järnvägarna under preussisk kontroll 1896. Novemberrevolutionen 1918 fick under ledning av socialdemokraten Carl Ulrich ett oblodigt förlopp Ernst Ludvig förklarades avsatt men avsade sig ej sina rättigheter. En ny författning antogs i december 1919, och  Folkstaten Hessen (tyska: Volksstaat Hessen) utropades.
Den största delen av den staten, tillsammans med Frankfurt am Main, Waldeckområdet (Rhenprovinsen) och den tidigare preussiska provinsen Hessen-Nassau kom att blida den nya staten Hessen efter det andra världskriget. Undantaget var Montabaurdistriktet i Hessen-Nassau och den del av folkstaten Hessen som låg på Rhens västra strand (Rheinhessen) som istället blev en del av staten Rheinland-Pfalz. Bad Wimpfen, en exklav av Hessen, blev en del av kretsen Sinsheim i Baden-Württemberg.

## Storhertigar

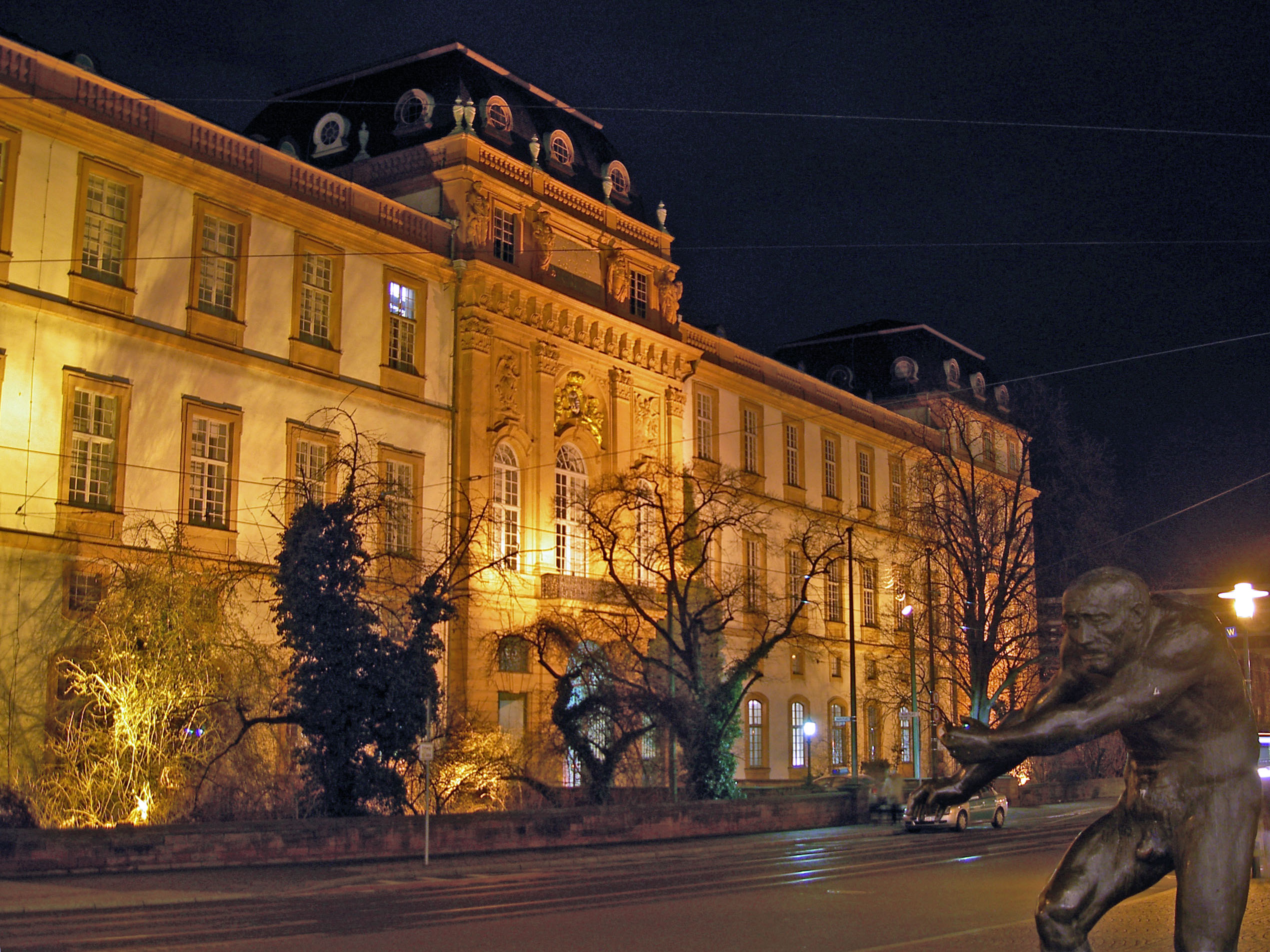
Residensslottet i Darmstadt som utgjorde storhertigarnas residens.

| Nr | Porträtt | Namn                     | Regeringstid | Regeringstid | Gemål                                                                                       | Anmärkning                                              | Not |
| Nr | Porträtt | Namn                     | Från         | Till         | Gemål                                                                                       | Anmärkning                                              | Not |
| -- | -------- | ------------------------ | ------------ | ------------ | ------------------------------------------------------------------------------------------- | ------------------------------------------------------- | --- |
| 1  |          | Ludvig I (1753–1830)     | 1806         | 1830         | Louise av Hessen-Darmstadt                                                                  | Regerande lantgreve 1790–1806                           |     |
| 2  |          | Ludvig II (1777–1848)    | 1830         | 1848         | Wilhelmine av Baden                                                                         |                                                         |     |
| 3  |          | Ludvig III (1806–1877)   | 1848         | 1877         | Mathilde Caroline av Bayern (död 1862) Magdalena von Hochstädten (morganatiskt)             |                                                         |     |
| 4  |          | Ludvig IV (1837–1892)    | 1877         | 1892         | Alice av Storbritannien (död 1878) Alexandrina Hutten-Czapska (morganatiskt)                |                                                         |     |
| 5  |          | Ernst Ludvig (1868–1937) | 1892         | 1918         | Victoria Melita av Sachsen-Coburg-Gotha (skilsmässa 1901) Eleonore av Solms-Hohensolms-Lich | Abdikerade 1918 som följd av Tyska novemberrevolutionen |     |

### Tronpretendenterefter monarkins avskaffande (1918–1968)
- Ernst Ludvig den siste regerande storhertigen, 1918–1937
- Georg Donatus 1937
- Ludvig 1937–1968

Linjen Hessen-Darmstadt utslocknade 1968.

## Administrativ indelning

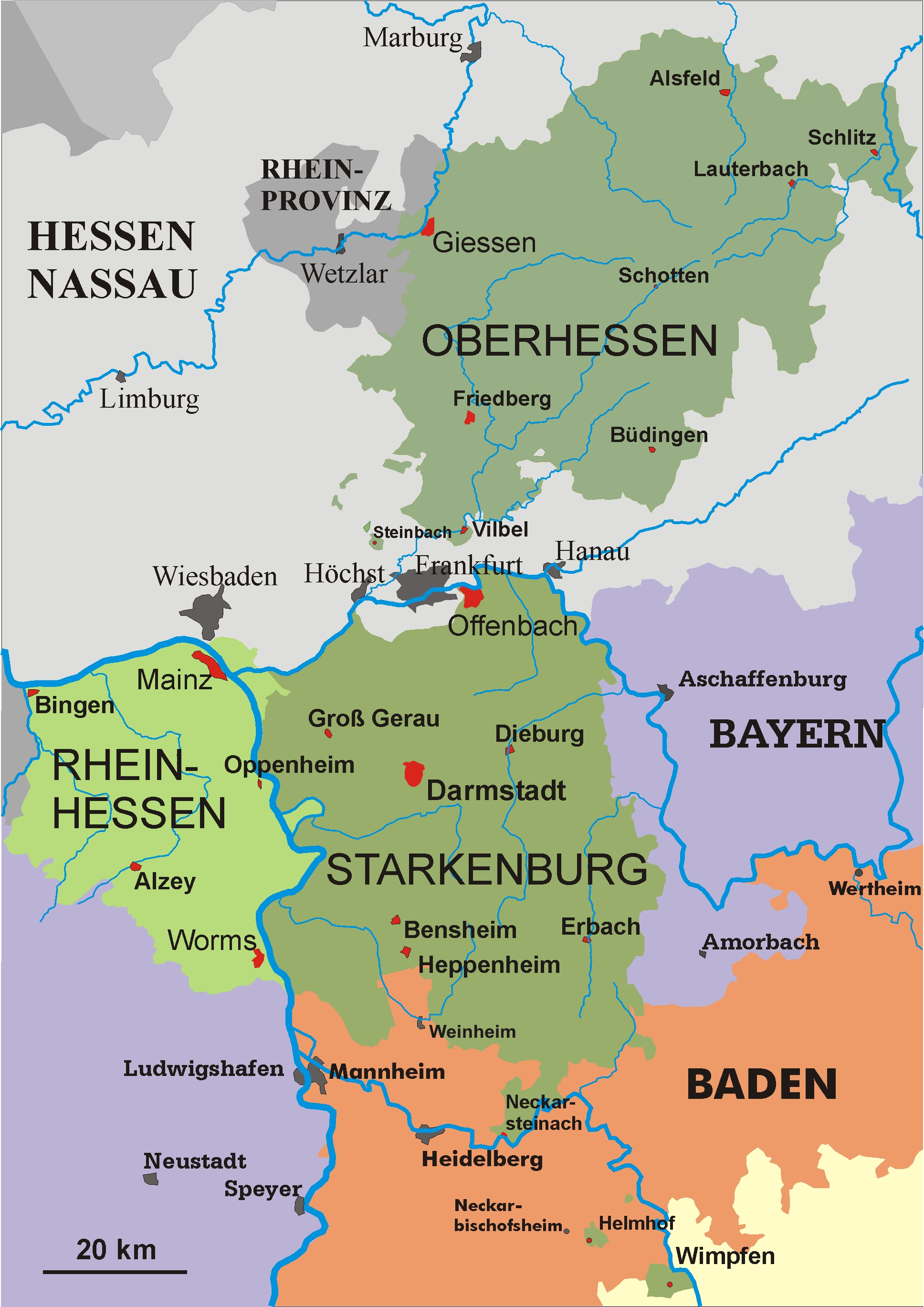
Storhertigdömet Hessens tre provinser: Oberhessen, Starkenburg och Rheinhessen.

Storhertigdömet Hessen var indelat i tre provinser:
- Starkenburg: (huvudstad: Darmstadt) Öster om Rhen och söder om Main.
- Rheinhessen: (huvudstad: Mainz) Väster om Rhen.
- Oberhessen: (huvudstad: Gießen) Norr om Main och separerat från Starkenberg av fristaden Frankfurt, vilken sedan annekterades av Preussen 1866.